# 御笠郡
御笠郡（日语：／ Mikasa gun */?）是過去位于日本福岡縣的郡，已於1896年2月26日與那珂郡、席田郡合併為筑紫郡。
當時管轄的町村已分別被合併或升格為大野城市、太宰府市、筑紫野市。

## 歷史

### 年表
- 1889年4月1日：實施町村制，御笠郡下設：大野村、太宰府村、水城村、二日市村、山口村、筑紫村、御笠村、山家村。
- 1892年9月15日：太宰府村改制為太宰府町。
- 1895年8月27日：二日市村改制為二日市町。
- 1896年2月26日：與那珂郡、席田郡合併為筑紫郡。